# 体积描记仪
体积描记仪是一种测量器官或整个人体体积变化的仪器。

## 用体积描记仪来测量的器官

### 肺
肺部的体积描计仪通常用来测量功能余气量。传统的体积描记仪通常是一个电话亭大小的封闭箱，配有一个吸气口。常规呼气结束后，吸口关闭。然后再让患者深吸一口气，这时人体肺部膨胀，里面的气压降低，肺容量增大。由于是封闭系统，箱内的气压会增高。
玻意耳定律被用来测量那些未知的肺容量。首先计算胸腔体积的变化。箱内的初始气压被设定等于已知的大气压。当算出新的箱内空气体积，便可以得到胸腔体积的变化。得到这个结果后，便可用玻意耳定律确定原气体体积。

### 四肢
有些体积描计仪是用来测定腿、脚以确定血液循环的状况。

## 延伸阅读
- Glaab T, Taube C, Braun A, Mitzner W (2007) Invasive and noninvasive methods for studying pulmonary function in mice. Respiratory Research 8:63